# Résolution 337 du Conseil de sécurité des Nations unies
Membres permanents
- Chine
- États-Unis
- France
- Royaume-Uni
- URSS

Membres non permanents
- Australie
- Autriche
- Guinée
- Indonésie
- Inde
- Kenya
- Panama
- Pérou
- Soudan
- Yougoslavie

Résolution no 336 Résolution no 338
La résolution 337 du Conseil de sécurité des Nations unies est adoptée à l'unanimité lors de la 1 740e séance du Conseil de sécurité des Nations unies le 15 août 1973, a condamné l'État d'Israël pour avoir détourné puis saisi par la force une compagnie aérienne libanaise de l'espace aérien du Liban. Le Conseil a considéré ces actions comme une violation des accords d'armistice pertinents de 1949, de la résolution de cessez-le-feu du Conseil de sécurité de 1967, des dispositions de la Charte, des conventions internationales sur l'aviation civile et des principes mêmes du droit international et de la morale.
La résolution demande ensuite à l'Organisation de l'aviation civile internationale d'envisager des mesures adéquates pour sauvegarder l'aviation civile et à Israël de s'abstenir de toute nouvelle attaque qui violerait la souveraineté et l'aviation civile territoriale du Liban. Le Conseil a déclaré que si Israël répétait des actes similaires, il envisagerait de prendre des mesures adéquates pour faire appliquer ses résolutions.

### Sources
- (en) Cet article est partiellement ou en totalité issu de l’article de Wikipédia en anglais intitulé « United Nations Security Council Resolution 337 » (voir la liste des auteurs).

### Texte
- Résolution 337 sur fr.wikisource.org
- Résolution 337 sur en.wikisource.org